# Chilo crypsimetalla
Chilo crypsimetalla là một loài bướm đêm trong họ Crambidae.